# 21432 Полінло
21432 Полінло (21432 Polingloh) — астероїд головного поясу, відкритий 31 березня 1998 року.
Тіссеранів параметр щодо Юпітера — 3,593.